# 庫爾久莫韋
51°17′30″N 33°57′3″E / 51.29167°N 33.95083°E
庫爾久莫韋（烏克蘭語：Курдюмове）是位於烏克蘭東北部的村莊，由蘇梅州科諾托普區的普蒂夫利市鎮負責管轄。該村處於謝伊姆河右岸，距離新貢恰里、松采韋、比洛加利齊亞和謝基涅1公里，海拔高度166米，2001年人口32。